# 2009年胡德堡槍擊案
胡德堡槍擊案是於2009年11月5日在美國得克萨斯州基林市附近的美國陸軍胡德堡基地所發生的一起聖戰份子大規模槍擊案。兇手尼達爾·馬利克·哈桑是一名美國陸軍少校及精神科醫官，在該案中槍殺了13人並造成30多人受傷。這是在美國軍事基地所曾發生過最嚴重的槍擊案。參議員喬·李伯曼、巴利·麥卡夫瑞將軍等多人都稱此事件為恐怖攻擊。美國國防部和聯邦執法機構已將此槍擊案歸類為一起職場暴力事件。
兇手哈桑在事件中遭槍擊而導致腰部以下癱瘓。2011年7月20日，軍事法庭將其提訊，並根據《統一軍法典》，控其犯有13項蓄意謀殺和32項謀殺未遂。2013年8月7日，軍法審判開始。基於該指控的性質（在單一犯行中，有一個以上的蓄意或一級謀殺案例），若其罪名成立，則將被判處死刑或終身監禁，且不得假釋。2013年8月23日，哈桑在所有13項蓄意謀殺和32項謀殺未遂的指控中均被判有罪，並於2013年8月28日遭判處死刑。
槍擊案發生後數日，各媒體的報導顯示，一聯合反恐任務小組已察覺到，哈桑和被國家安全局監控已久且視為安全威脅的葉門裔伊斯蘭教士安瓦爾·奧拉基之間有電郵往來，而哈桑的同事亦察覺其這幾年來有越發激進的現象。對於未能防止這起槍擊案，促使了美國國防部和聯邦調查局展開全面調查，美國國會也對此舉行聽證會。
該事件的生還者和罹難者家屬曾請求將這起槍擊案歸類為恐怖行動（或是以激進的伊斯蘭宗教信念為動機的行動），但卻遭到美國政府回絕。2011年11月，一群生還者及罹難者家屬對於因疏忽而未能防止這起攻擊的美國政府提出了訴訟，以迫使政府將這起槍擊案歸類為恐怖攻擊。然而五角大廈則認為，以恐怖攻擊來指控哈桑，這在軍事司法審判中是不可能的，而要政府將槍擊案歸類為恐怖攻擊，則甚至會有損於軍事檢察官維持對哈桑判決有罪的能力。

## 槍擊事件

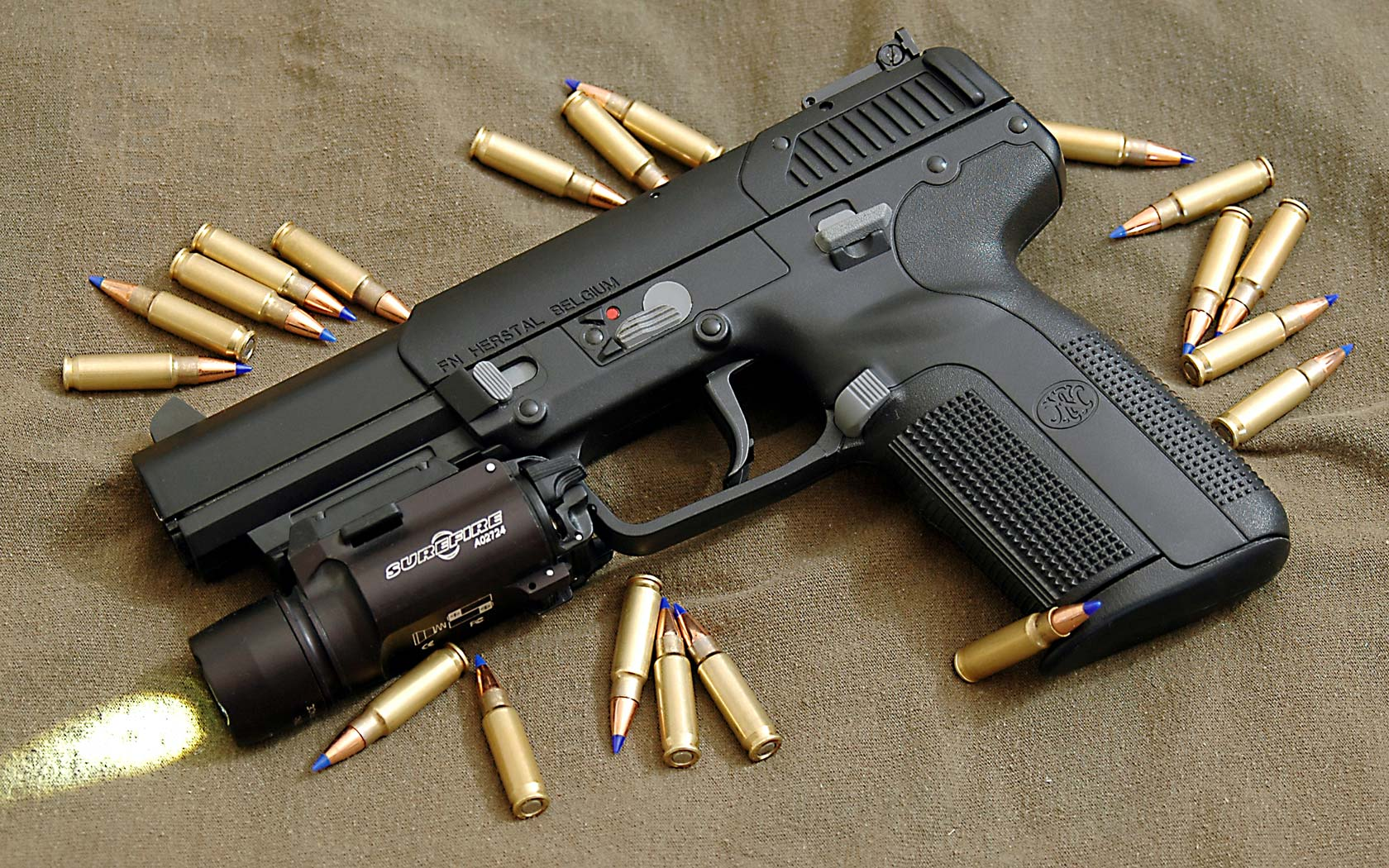
一把近似於哈桑所用的FN Five-seveN手槍

### 事前準備
根據審判前的證詞，2009年7月31日，哈桑進入基林市的一家槍枝店購買他在槍擊案中所使用的FN Five-seveN半自動手槍。據一位該槍枝店的常客，陸軍專業軍士威廉·吉伯特（William Gilbert）所述，哈桑進入店後便要求要「市面上技術最先進的武器，且擁有最高規格的彈匣容量」。據說他被問及要如何使用該武器時，只僅僅反覆說要一把有最大彈匣容量的最先進手槍。當時與哈桑同時在場的三人——吉伯特、店經理以及一名職員，都推薦FN Five-seven手槍。吉伯特因為自己擁有一把這樣的槍枝，便花了一小時向哈桑描述如何操作。就在要離開該店時，哈桑說要研究研究這個武器。隔天他便回到店中來買這把槍。往後哈桑每週一次來店中買額外彈匣，連同數百發5.7×28mm SS192和SS197SR彈藥。就在槍擊案發前數週，哈桑還造訪了一家在佛羅倫斯的戶外射擊場。據稱也就是在那兒，他變得善於在100碼的距離外擊中人形標靶。

### 事發經過

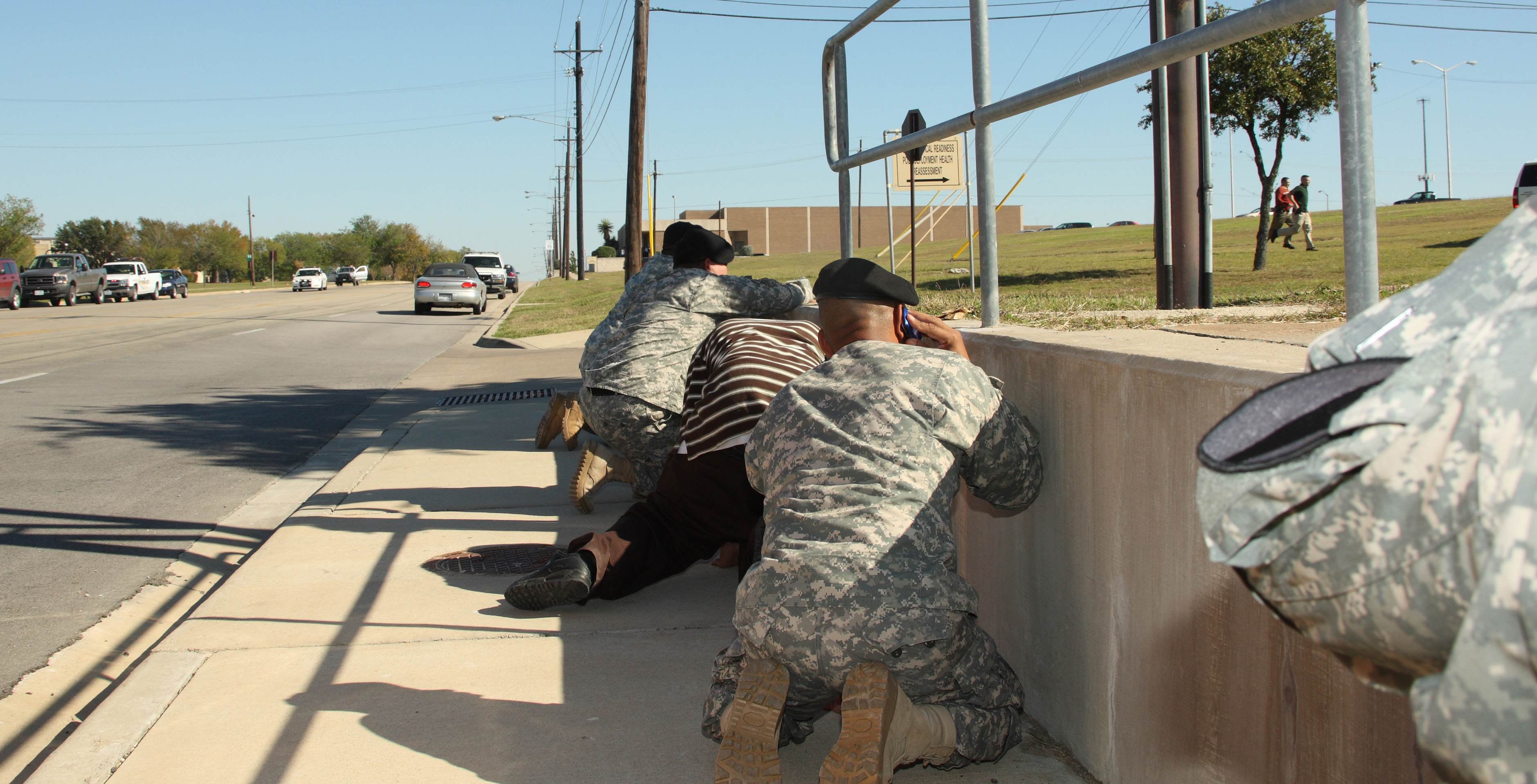
當士兵預備處理中心傳出槍響時，旁觀者及幾名軍人正在找掩護

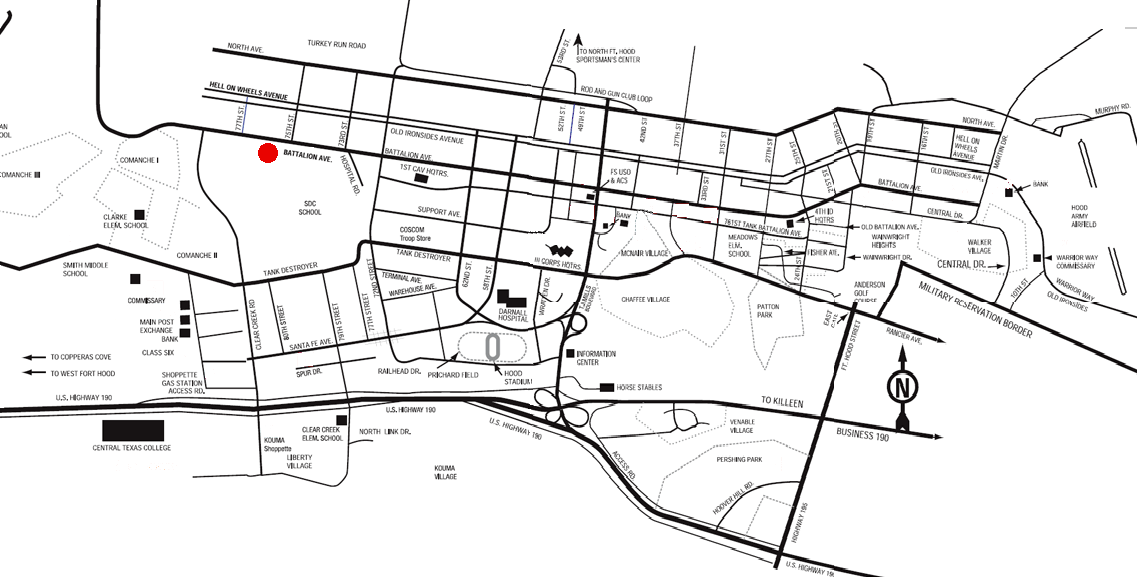
胡德堡地圖。所標紅點為士兵預備處理中心

在當地時間約莫下午1時34分，哈桑進入其工作場所士兵預備處理中心（Soldier Readiness Processing Center）。在那兒，工作人員於部隊調度之前和部署返還之後，都會立即接受例行性醫療檢查。哈桑當時配帶其FN Five-seveN手槍，並在其上安裝兩個各一紅一綠的雷射瞄準器。 之後在他身上還發現一把舊型的史密斯威森.357麥格農的左輪手槍，但他並未用其射擊任何人。
根據目擊者所言，哈桑在一張空著的桌前坐下，並低下頭數秒鐘後突然站起，大聲叫喊著「真主至大！」，然後便開火。目擊者說，哈桑最初是「以一扇狀的姿態向士兵掃射」，然後才瞄準個別士兵。目擊者陸軍中士麥可·戴維斯（Michael Davis）說︰「其開槍的頻率幾乎是不停地在射擊。我剛開始聽到時，聽起來就像是一把M16突擊步槍。」
陸軍後備役上尉約翰·加菲尼（John Gaffaney）試圖襲擊哈桑以阻止他，但還未觸及哈桑即遭到致命槍傷。文職醫師助理麥可·卡希爾（Michael Cahill）也試圖以椅子襲擊哈桑，但隨即中彈身亡。陸軍後備役專業軍士羅根·伯內特（Logan Burnett）試圖向哈桑丟摺疊桌以阻止他，但左臀中彈後便倒地，隨後爬到鄰近的一間小隔間。

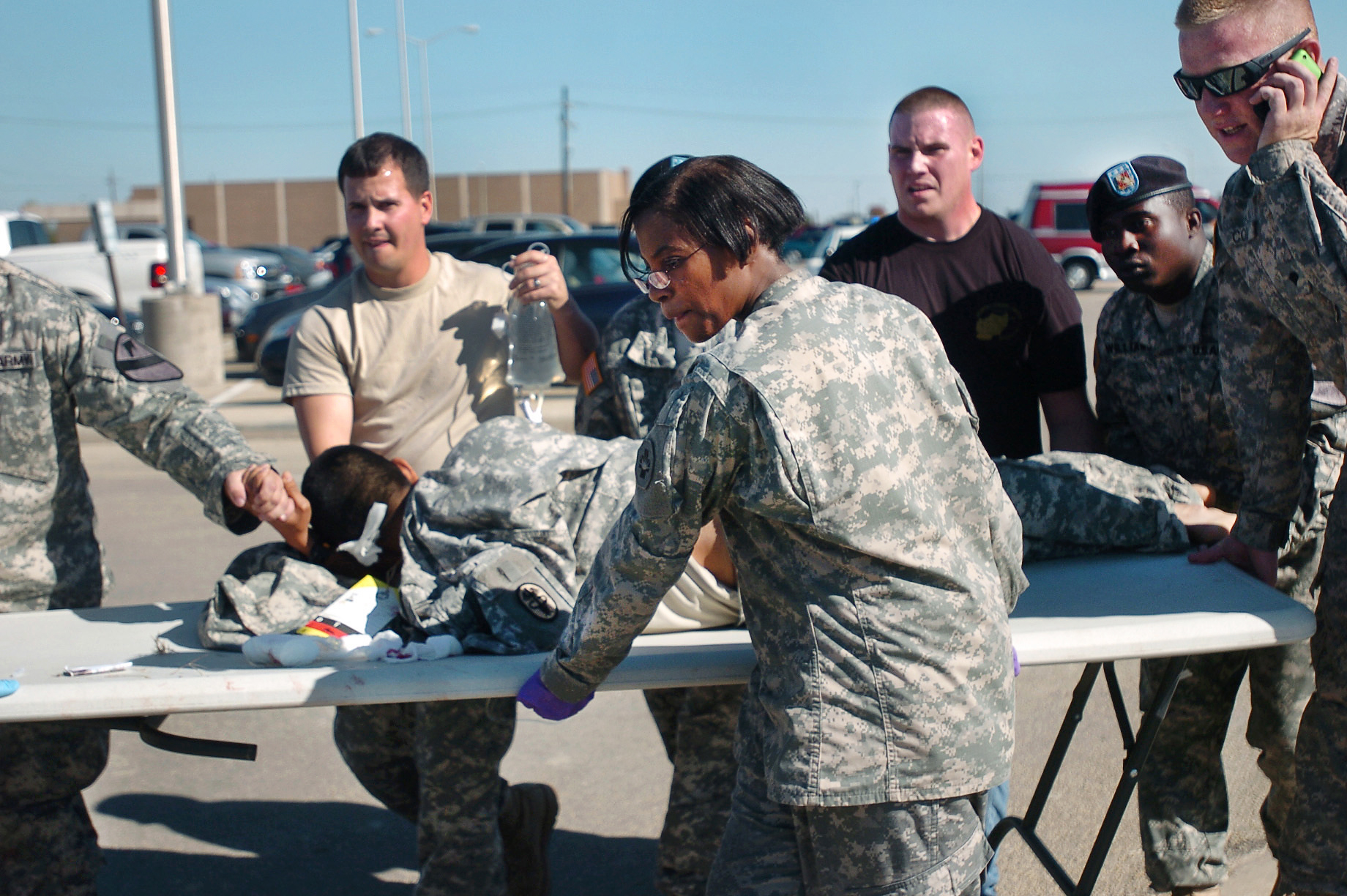
一名槍擊案的傷患正被送往一輛等候著的救護車上

根據目擊者的證詞，哈桑跳過了幾個射殺文員的機會，反而是朝著穿著制服、依照軍中政策而未攜帶個人槍枝的軍人開槍。據說，有某一時刻，哈桑靠近正躲在一張書桌下的五名文員，他看著他們，用其手槍雷射瞄準器的瞄準點，掃過當中一位男子的臉，然後轉身離開並未開槍。
基地民警警官金伯利·莫萊（Kimberly Munley）當時駕駛著巡邏車趕赴現場，正遇著在士兵預備處理中心外的哈桑。哈桑向莫萊開槍，莫萊則用其9mm的M9手槍與哈桑交火。哈桑的其中一發子彈擊中鄰近的天溝，其彈片則擊中莫萊的手，而後又有兩發子彈擊中莫萊︰第一發擊中大腿，第二發擊中膝蓋。正當她因中第一發子彈要倒下時，第二發子彈便擊中其股骨而將其粉碎，同時也將莫萊擊倒在地。哈桑這時走向莫萊，將她的手槍踢開使其勾不著。
當槍擊正在外頭持續著，護士及軍醫趕緊進入大樓，以皮帶關緊門戶，並趕去協助傷患。 根據前往急救的護士所述，大樓內的地板上覆滿大量鮮血，他們甚至走路都無法維持平衡，難以走向傷患進行協助。 在大樓外，哈桑持續向逃竄的軍人射擊，這時警官馬克·陶德（Mark Todd）趕到現場，並大聲喝令哈桑投降。 陶德說︰「之後他轉身並朝我開了數槍。我沒聽見他說半句話，他就只是轉身然後開槍。」 這兩人於是相互交火，而哈桑則中了陶德五槍後被擊倒，不省人事，陶德將其手槍踢開，並為其上了手銬。

### 事後結果
一名調查員之後證實，在大樓內尋獲146枚用過的彈殼，在樓外另蒐集到68枚彈殼，槍手及警方則共射了214發子彈。 一名治療哈桑的軍醫說哈桑的口袋裝滿了彈匣。 當槍擊事件結束後，哈桑的口袋還有177發可用彈藥，裝在20發或30發的彈匣內。 這起事件，歷時約10分鐘，導致13人死亡——12名軍人以及一名平民，其中11人當場死亡，另2人之後死於醫院，同時有30人受傷。
最初，官員們認為，這起槍擊事件有三名軍人牽涉其內，另兩名軍人於是被拘留，但隨後獲釋。胡德堡的網站上貼出了一份告示，表示這起槍擊事件並非在演習。槍擊事件發生後，胡德堡基地以及週邊區域，立即被憲兵以及美國陸軍刑事調查司令部（CID）封鎖關閉，一直到當地時間晚間約7時。 此外，德州騎警、德州公共安全部州警、貝爾郡警長辦公室代表，以及來自奧斯汀和韋科市的聯邦調查局探員都被派遣到該基地。 美國總統巴拉克·歐巴馬在聽取了對此事件的簡報後，就槍擊案發表了一份聲明。
2010年11月5日，事件發生後一年，52個人因其在事件中的英勇行為而獲頒獎章。 有10名軍人獲頒軍人勳章，包括死於試圖襲擊槍手的上尉約翰·加菲尼。 警官金伯利·莫萊和馬克·陶德因其在槍擊事件中阻止了槍手而獲頒陸軍部長英勇勳章。 2011年5月23日，文職醫師助理麥可·卡希爾因死於試圖以椅子襲擊槍手而獲追授陸軍英勇勳章。 2012年5月，參議員喬·李伯曼和眾議員彼得·金提議，立訂法律以使槍擊案的罹難者有資格獲頒紫心勛章。 眾議員約翰·卡特在第113屆國會中，提出立法以將此槍擊事件由標明為「職場暴力事件」改為「戰鬥相關」，這樣槍擊案的罹難者便有資格獲得相關的所有福利以及紫心勛章。

## 事件傷亡

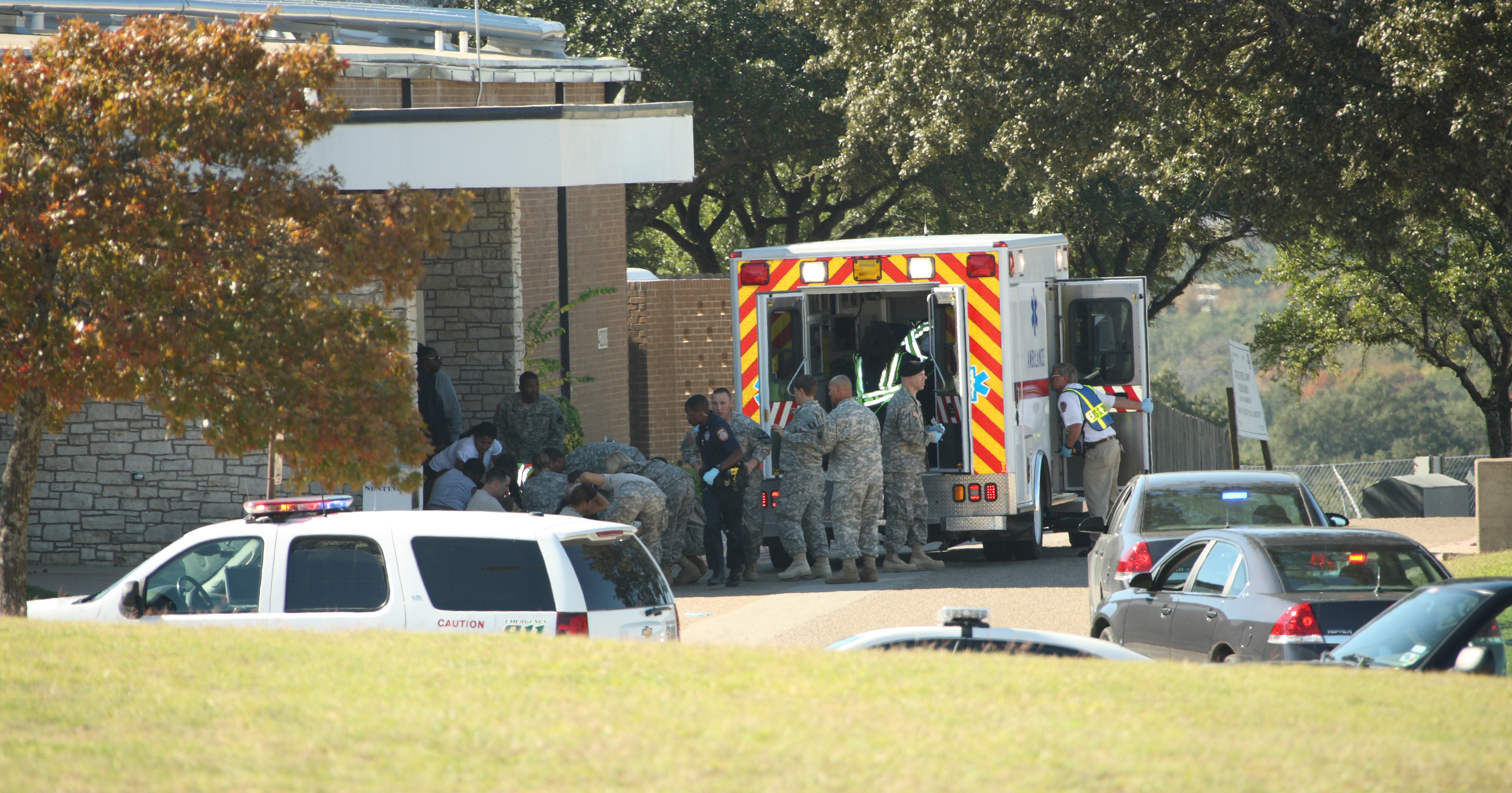
首批急救員正準備將傷患運上在士兵預備處理中心外等候的救護車。

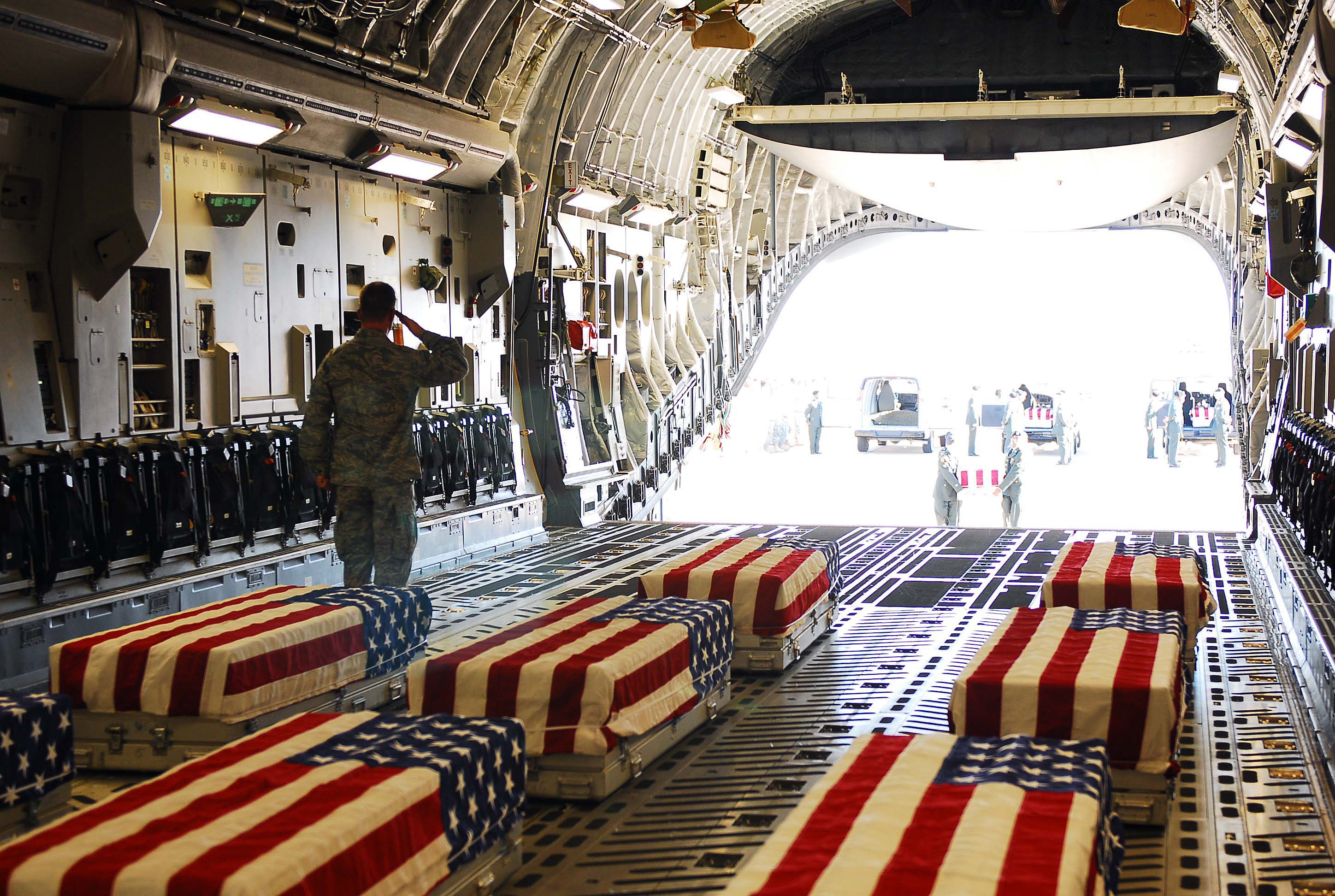
裝有槍擊案中罹難者士兵遺體的轉運櫃，正被運上飛機，準備飛往多佛空軍基地

胡德堡是世界上人數最多的美國軍事設施。此次攻擊事件造成13人死亡，超過30人受傷。有些是受到槍傷，有些人受傷是因摔倒或是其他在事件中所引致的傷害，而有更多人受到心理創傷或休克。陸軍、新聞界、以及調查機構都對總體受傷人數報導出幾個不同的數字，但均未指明他們是對哪種傷害以及如何受傷做計算。以下是報導出的幾個數字：29、30、31、32、38、42:1 。
槍手哈桑被送至位在德州坦帕市屬於一家創傷中心的史考特與懷特紀念醫院，之後移至位在德州聖安東尼奧市的布魯克軍事醫療中心，並受到嚴加看管。 哈桑至少中了四槍，由於子彈傷及脊椎，導致其下半身癱瘓。 之後哈桑被送往德州貝爾頓市的貝爾郡監獄监禁。

### 死者名單
被殺的13人如下：
| 姓名                    | 年齡 | 家鄉                 | 階級／職業   | 備註                             |
| ----------------------- | ---- | -------------------- | ------------ | -------------------------------- |
| Michael Grant Cahill    | 62   | 華盛頓州斯波坎市     | 文職醫師助理 | 試圖襲擊槍手而遭射殺             |
| Libardo Eduardo Caraveo | 52   | 維吉尼亞州伍德布里奇 | 少校         |                                  |
| Justin Michael DeCrow   | 32   | 印第安納州普利茅斯市 | 上士         | 胸部中彈                         |
| John P. Gaffaney        | 56   | 加州塞拉梅薩         | 上尉         | 試圖襲擊槍手而遭射殺             |
| Frederick Greene        | 29   | 田納西州山市         | 專業軍士     | 試圖襲擊槍手而遭射殺             |
| Jason Dean Hunt         | 22   | 俄克拉何馬州蒂普頓鎮 | 專業軍士     | 背部中彈                         |
| Amy Sue Krueger         | 29   | 威斯康辛州基爾市     | 上士         | 胸部中彈                         |
| Aaron Thomas Nemelka    | 19   | 猶他州西喬丹市       | 一等兵       | 胸部中彈                         |
| Michael S. Pearson      | 22   | 伊利諾州柏林布魯克村 | 一等兵       | 胸部中彈                         |
| Russell Gilbert Seager  | 51   | 威斯康辛州拉辛市     | 上尉         |                                  |
| Francheska Velez        | 21   | 伊利諾州芝加哥市     | 一等兵       | 胸部中彈。死時已懷孕，胎兒亦亡。 |
| Juanita L. Warman       | 55   | 賓州匹茲堡市         | 中校         | 腹部中彈                         |
| Kham See Xiong          | 23   | 明尼蘇達州聖保羅市   | 一等兵       | 頭部中彈                         |

### 傷者名單
以下為遭受槍傷的生還者：
| #  | 姓名                                        | 階級／職業 | 備註                                                 |
| -- | ------------------------------------------- | ---------- | ---------------------------------------------------- |
| 1  | James Armstrong:60, ¶129                    | 專業軍士   | 腿部中彈                                             |
| 2  | Sgt. Patrick Blue III                       | 中士       | 未中彈，但被子彈碎片打中側面。                       |
| 3  | Keara Bono Torkelson:60, ¶130               | 專業軍士   |                                                      |
| 4  | Logan M. Burnett:61, ¶131                   | 專業軍士   | 臀部、左肘、及手部中彈                               |
| 5  | Alan Carroll                                | 專業軍士   | 右上臂、右二頭肌、背部左側、及左腿中彈               |
| 6  | Dorothy Carskadon:61, ¶132                  | 上尉       | 臀部及胃中彈，前額擦傷                               |
| 7  | Joy Clark                                   | 上士       | 前臂中彈                                             |
| 8  | Matthew D. Cooke:62, ¶133                   | 專業軍士   |                                                      |
| 9  | Chad Davis                                  | 上士       | 肩膀中彈                                             |
| 10 | Mick Engnehl:62, ¶134                       | 二等兵     | 肩膀中彈及頸部擦傷                                   |
| 11 | Joseph T. Foster:63, ¶135                   | 二等兵     | 臀部中彈                                             |
| 12 | Amber Gadlin (formerly Amber Bahr):63, ¶136 | 二等兵     |                                                      |
| 13 | Nathan Hewitt:63, ¶137                      | 中士       | 腿部中兩槍                                           |
| 14 | Alvin Howard                                | 中士       | 左肩中彈                                             |
| 15 | Najee M. Hull:63, ¶138                      | 二等兵     | 膝蓋中一槍，背部中兩槍                               |
| 16 | Eric Williams Jackson                       | 上士       | 右臂中彈                                             |
| 17 | Justin T. Johnson:64, ¶139                  | 二等兵     | 腳部中一槍，背部中兩槍                               |
| 18 | Alonzo M. Lunsford, Jr:63, ¶140             | 上士       |                                                      |
| 19 | Shawn N. Manning:63, ¶141                   | 上士       | 右下側擦傷，左上胸、左背、右大腿上部及下部、右腳中彈 |
| 20 | Paul Martin                                 | 上士       | 手臂、腿部、背部中彈                                 |
| 21 | Brandy Mason                                | 少尉       | 臀部中彈                                             |
| 22 | Grant Moxon                                 | 專業軍士   | 大腿中彈                                             |
| 23 | Kimberly Munley:72, ¶157                    | 民警警官   | 腿部中兩槍                                           |
| 24 | John Pagel                                  | 專業軍士   | 胸部中彈                                             |
| 25 | Dayna Ferguson Roscoe:66, ¶142              | 專業軍士   | 手臂、肩膀、和大腿中彈                               |
| 26 | Christopher H. Royal:66, ¶143               | 准尉       |                                                      |
| 27 | Randy Royer                                 | 少校       | 手臂和腿部中彈                                       |
| 28 | Jonathan Sims:66, ¶144                      | 專業軍士   | 胸部和背部中彈                                       |
| 29 | George O. Stratton, III:67, ¶145            | 專業軍士   | 肩膀中彈                                             |
| 30 | Patrick Zeigler                             | 上士       | 左肩、左前臂、左臀、及頭部左側中彈                   |
| 31 | Miguel A. Valdivia:67, ¶146                 | 中士       | 右大腿及左臀中彈                                     |
| 32 | Thuan Nguyen                                | 上士       | 大腿中彈                                             |

## 關於槍手

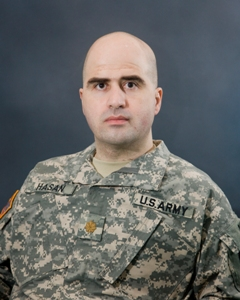
尼達爾·馬利克·哈桑少校

2013年8月6日，在軍法審判過程中，尼達爾·馬利克·哈桑少校在13名軍官所組成的陪審團面前，公開宣稱自己就是槍手。 哈桑生於美國，未婚，而且被形容是社交孤立。根據他的一位表兄弟所述，哈桑是一位認真實踐的穆斯林，在其雙親於1998年和2001年過世後，他變得更加虔誠。 他的表兄弟並不記得哈桑曾有表達過激進的或反美的觀點。 另一位在維吉尼亞做律師的堂兄弟納德·哈桑（Nader Hasan）說，尼達爾·哈桑是在聽了從阿富汗和伊拉克作戰回來的病人的故事後，其思想見解開始轉變為反對美國在中東的戰爭。 由於他提及到過歧視，以及服務於一個與穆斯林作戰的軍隊而使其痛苦不堪，他曾告訴他的家人他想要離開部隊。
自2003年至2009年，哈桑被派駐在沃爾特·里德醫療中心作實習醫師及住院醫師，他在美軍醫學大學也曾作過兩年研究員至2009年。根據全國公共廣播電台的報導，在哈桑於沃爾特·里德醫療中心整整六年的期間，醫療中心的官員們曾多次對哈桑的行為表達關切，其主管也對他評價很差，並告誡他其工作並不合格。2008年初（及之後的多次場合），幾個重要的官員們開會討論該如何處置哈桑。據聞，與會者包括醫療中心的精神科主任、美軍醫學大學精神病學系主任、兩位美軍醫學大學精神病學系助理教授（其中一位是哈桑作精神病學研究員的指導員）、一名精神科醫師、以及醫療中心精神科實習住院醫師規劃部主任。根據全國公共廣播電台所述，哈桑的行為使其同學和教職員都「深受困擾」，並描述其為「不與人聯繫」、「離群索居」、「偏執狂」、「好鬥」、及「精神分裂」。
有一次，在哈桑應當要對其他精神科醫師做一次醫療演講時，卻談論起伊斯蘭教，並說，根據《古蘭經》，不信從者會下地獄、遭斬首、被火燒、喉嚨還會被倒入滾燙的油。在座的一位穆斯林精神科醫師便舉手要挑戰哈桑的說法。 根據美聯社報導，哈桑的這番言論還「為自殺炸彈攻擊辯護」。2009年夏，在完成學程後，哈桑轉調至胡德堡。
在胡德堡，哈桑在一處些微破舊的地區租了一間遠離其他軍官的公寓。 在槍擊案前兩天，哈桑將家中的傢俱都分送他人，並說他將要被部隊調派至他處。 同時，他還發送數本《古蘭經》並連同他的名片。名片上列有一個馬里蘭州的電話，並標示著「行為衛生－心理衛生－生活技能｜尼達爾·哈桑，醫療部，公共衛生學碩士｜SoA（SWT）｜精神科醫師」。 根據調查員所述，首字母縮略字「SoA」通常是被用在聖戰份子的網站上作為「阿拉的戰士」或「阿拉的奴僕」的縮略字，而SWT一般是被穆斯林用來指「subhanahu wa ta'ala」（字面意思為，「榮耀歸祂」，用在神的名字之後）。 該名片卻未反映出哈桑的軍階。
2001年5月，哈桑在維吉尼亞州福爾斯徹奇市一座擁有3000教徒的達哈·阿爾哈吉清真寺，出席了在那兒所舉行的母親葬禮。哈桑可能偶爾也曾在那兒禱告，但就十年來這段期間，他則是在馬里蘭州銀泉市一所穆斯林社區中心每週禱告個幾次，那裡同時也較為靠近他生活和工作之處。 就在哈桑出席福爾斯徹奇市那座清真寺的期間，竟與911攻擊事件中的劫機犯纳瓦夫·哈兹米及哈尼·漢朱爾兩人前去的時期相同，這兩人曾在2001年4月至當年夏末去過該清真寺。 一名執法官員說，聯邦調查局很可能會調查哈桑是否與劫機犯有聯繫。 一名資深的執法官員則說，在檢閱哈桑的電腦以及其多個電郵帳戶時，發現哈桑曾多次造訪擁護激進伊斯蘭思想的網站。

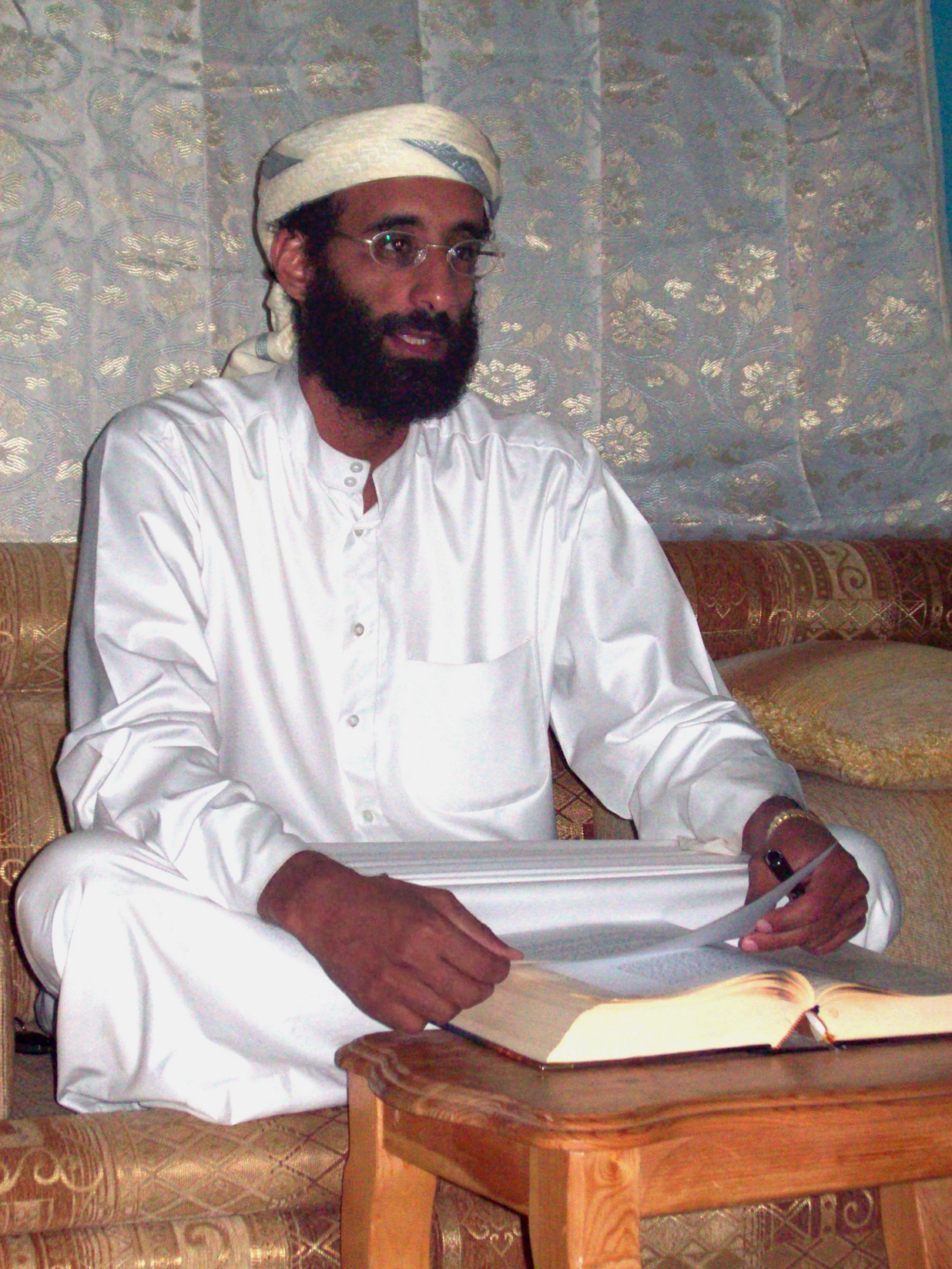
在槍擊案前數月，與哈桑通信的安瓦爾·奧拉基。攝於2008年。

在2000年及2002年間，安瓦爾·奧拉基曾在維吉尼亞州福爾斯徹奇市的達哈·阿爾哈吉清真寺擔任過伊瑪目，哈桑對於其教導曾表達過欽佩之意。奧拉基一直是聯邦調查局幾個調查的對象，他曾協助劫機犯哈兹米與漢朱爾安居，當他們兩人在聖地牙哥的清真寺與其會面時、以及在開車前往東岸之後，都曾受過其心靈上的指引。 在那時，奧拉基的表現還算溫和。但在2006年後，奧拉基似乎變得格外激進，並受到聯調局的密切監視。2008年12月及2009年6月間，哈桑在寫了將近20封電郵給奧拉基之後，便受到聯邦調查局的調查。2009年11月9日，在一份聯邦調查局所發布的新聞稿中，揭露了哈桑與聯合反恐任務小組所調查的對象之間有「某種通訊往來」的實情，而經由媒體的報導，立即就顯露出調查的對象為奧拉基，而通訊的方式則是電子郵件。 在其中一封電郵中，哈桑寫道：「我等不及要與你們一同在來世了」。高等國防研究中心的軍事分析師中校東尼·沙弗爾（Tony Shaffer）則指出，哈桑「若不是自己投誠，就是在其心中早已經越了界。」 此外，哈桑還曾在郵件中問奧拉基何時發動聖戰才適當、在自殺攻擊中，殺了無辜的人是否是許可的。
在那時，軍中的員工早已知道有這樣的聯絡往來，但他們相信這些電郵與哈桑針對武裝部隊中之穆斯林所作的專業性心理健康研究相符合，同時這研究也是他在災難與預防精神病治療單位中的工作之一。 之後，位在華府、聯邦調查局轄下的聯合反恐任務小組獲得了這項情報通知，由一名派與該任務小組的國防刑事調查局（DCIS）員工負責審查該情報，並結論出沒有充分的資訊需作進一步擴大調查。 然而國防部的高層則聲明，在槍擊案發生之前，並未獲知有此調查。

### 可能動機

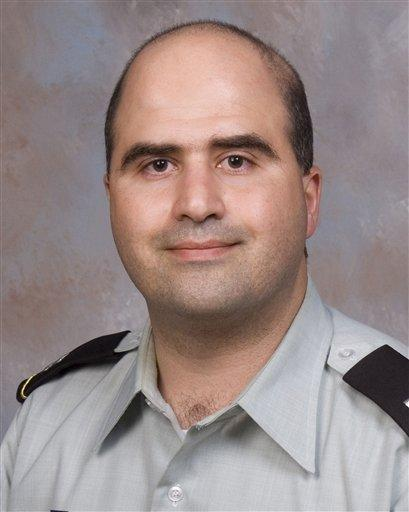
尼達爾·馬利克·哈桑（上尉時期所攝）

槍擊案發生後，分析家和政府官員們隨即就哈桑的動機及其先前的心理狀態公開進行爭辯。反戰人士席琳娜·柯帕評論說，哈桑的那些同為精神科醫師的同事們，「竟未能注意到就在他們中間，有人是如此的心神不寧。」 首先對哈桑的出身背景作評論的官員之一美國參議員凱·貝莉·哈奇森，其發言人告訴記者，哈桑對於即將於11月28日被調派至阿富汗感到憂心忡忡。 哈桑的阿姨諾埃爾·哈馬德（Noel Hamad） 則說，家人們對於哈桑將被派往阿富汗並不知情。
11月17日，《達拉斯每日晨報》報導，美國廣播公司新聞引述匿名消息來源並報導說，調查人員懷疑，哈桑曾因他的一些病人，在與他進行精神病療程期間作了某些陳述，而要求將他們以戰爭罪起訴。然而其上級長官卻拒絕處理該請求而引發了槍擊案。一名達拉斯的律師、前海軍陸戰隊隊員派翠克·麥克萊恩（Patrick McLain）說，就法律上而言，哈桑的請求或許是情有可原，但因為未知那些士兵究竟說了些什麼，他無法多作評論。同為精神科醫師的同事們向長官抱怨，哈桑的行為已違反醫生與病人間的保密協議。
曾受哈桑在宗教上的輔導而後皈依伊斯蘭教的杜安·瑞森納（Duane Reasoner）說，哈桑不想受部隊調度部署。瑞森納說：「他說穆斯林不該在美軍服役，因為很明顯，穆斯林不該殺害穆斯林。他叫我不要參軍。」
參議員喬·李伯曼則要求其所主持的美國參議院國土安全和政府事務委員會進行徹底調查。他說：「現在就對哈桑的動機下結論是言之過早了……我認為在我們作出任何結論之前，讓陸軍以及聯邦調查局繼續進行調查非常重要。」 兩週後，當李伯曼為其委員會的聽證會作開場時，把這起槍擊案稱為「自2001年9月11日以來，在美國所發生最具毀滅性的恐怖攻擊。」
一名首席法醫精神病學家、有診察大量槍手經驗的醫學博士麥可·威爾納說，此槍擊事件，和與意識形態或工作場所有關的大規模槍擊案，有著共同的要素。威爾納相信哈桑是想要創造一種「景象」，並說就一位創傷護理人員，即使是在內心悲痛的狀況下，通常也不會傾向要殺害自己的病人，除非其意識形態勝過了其希波克拉底誓詞（醫師誓詞）。威爾納認為，由於哈桑射殺手無寸鐵的人，當其叫喊「真主至大」時，便表現了這個現象。一名恐怖活動調查的分析師卡爾·托比亞斯（Carl Tobias）認為，此次攻擊並不符合對恐怖主義的檔案描述，反而比較像是維吉尼亞理工大學校園槍擊案，因犯下該案的也是一名據信有嚴重心理疾病的學生。
已退休的前獵殺賓拉登特工小組負責人麥可·舒爾，及前美國首席檢察官麥可·穆凱西 都稱這起事件為恐怖攻擊。 已退役的巴利·麥卡夫瑞將軍在《安德森·庫珀360°》節目中說：「這事件開始變得好像這是一件國內的恐怖攻擊事件，而且竟是由我們培訓六年的一名陸軍少校對其軍中同袍所發起的，同時他還發揮著其對部隊不忠的影響力。」
哈桑之前的一些同事曾說，他的工作執行力常未達標準，而且偶爾會表達強烈的伊斯蘭觀點，以及極度反對由美國主導的伊拉克和阿富汗戰爭，這使得他們感到焦慮不安。 其他人則對哈桑明顯不穩定的心理以及偏執狂的行為感到更加擔心。綜觀哈桑在沃爾特·里德醫療中心的這些年，各部門首長都對其行為「深表關切」，並曾定期討論其心理狀態。
26歲的陸軍中士法赫德·卡邁勒（Fahad Kamal）是一名陸軍戰鬥軍醫，且是一名穆斯林。在提到這次槍擊案時，他說：「（槍擊案發生的原因）不是因為他是一名穆斯林，而是因為他心理有問題。」
仇恨與極端主義研究中心的布萊恩·萊文（Brian Levin）寫道，本案例正處在犯罪、恐怖主義、以及心理苦痛三大領域的交匯處。 他以基督徒史考特·羅得（Scott Roeder）殺害做墮胎手術的喬治·提勒（George Tiller）醫生的案例作對照，說明宗教可能扮演的角色。像這樣犯法的人，「因為個人的苦痛、心理上的問題、以及一種能被塑造、來正當化並解釋其反社會傾向的意識型態等因素間的相互混雜，而常常使其能從中自我激化。」
2013年6月，哈桑在審訊中，宣稱其動機是要保護在阿富汗塔利班領導層的性命。陸軍檢察官說，哈桑試圖將自己與伊斯蘭極端份子擺在同一陣線。

### 哈桑對動機的描述
2013年8月，福斯新聞發布了哈桑少校自己解釋其動機的文件。大部分的文件都包含縮略字「SoA」，並被認為這是「阿拉的戰士」(Soldier of Allah) 的簡寫。在一份文件中，哈桑寫道，他必須聲明放棄一切要求他捍衛任合人訂憲法規章過於伊斯蘭教所訂戒律的誓言。在另一份文件中，他寫道：「我邀請全世界來讀讀全能真主阿拉的書，並自己判斷是否這是從主而來的真理。我渴望藉由主的憐憫幫助人們進到天堂。」
在另一份文件中，哈桑寫道，美國民主制度與伊斯蘭統治之間，有個根本且相互對立的衝突。具體內容如下：

……在美國的民主制度中，「我們人民」是根據於「我們人民」所認為的對或錯來進行統治，即使其明確違背了全能上帝的命令。

他進一步解釋道，教會與國家分離，試圖與非信徒和睦相處，是不可接受的作法。因為「伊斯蘭教來到世上是要戰勝其他宗教」，而不是與他們平等或屈從他們。

## 各界反應
許多人把此攻擊事件描述為恐怖行動。 參議員喬·李伯曼，在建議完成調查之前不要做出結論之後的兩週，便稱此槍擊案為「自2001年9月11日以來，在美國所發生最具毀滅性的恐怖攻擊。」已退休的前獵殺賓拉登特工小組負責人麥可·舒爾，以及前美國首席檢察官麥可·穆凱西，也將其描述為恐怖攻擊事件。一群軍人及受害者家屬已尋求要國防部長將此槍擊案稱為「恐怖襲擊事件」，這樣他們便能獲得如同在作戰中受傷而有的相等福利。
聯邦調查局並未發現有證據指明哈桑有任何的共謀，或是屬於廣義恐怖份子陰謀的一部份，而且也還未證實他的動機。 國防部當前將哈桑的攻擊事件歸類為一起職場暴力事件，同時在進行軍法審判之前，不會作進一步的說明。

### 總統歐巴馬

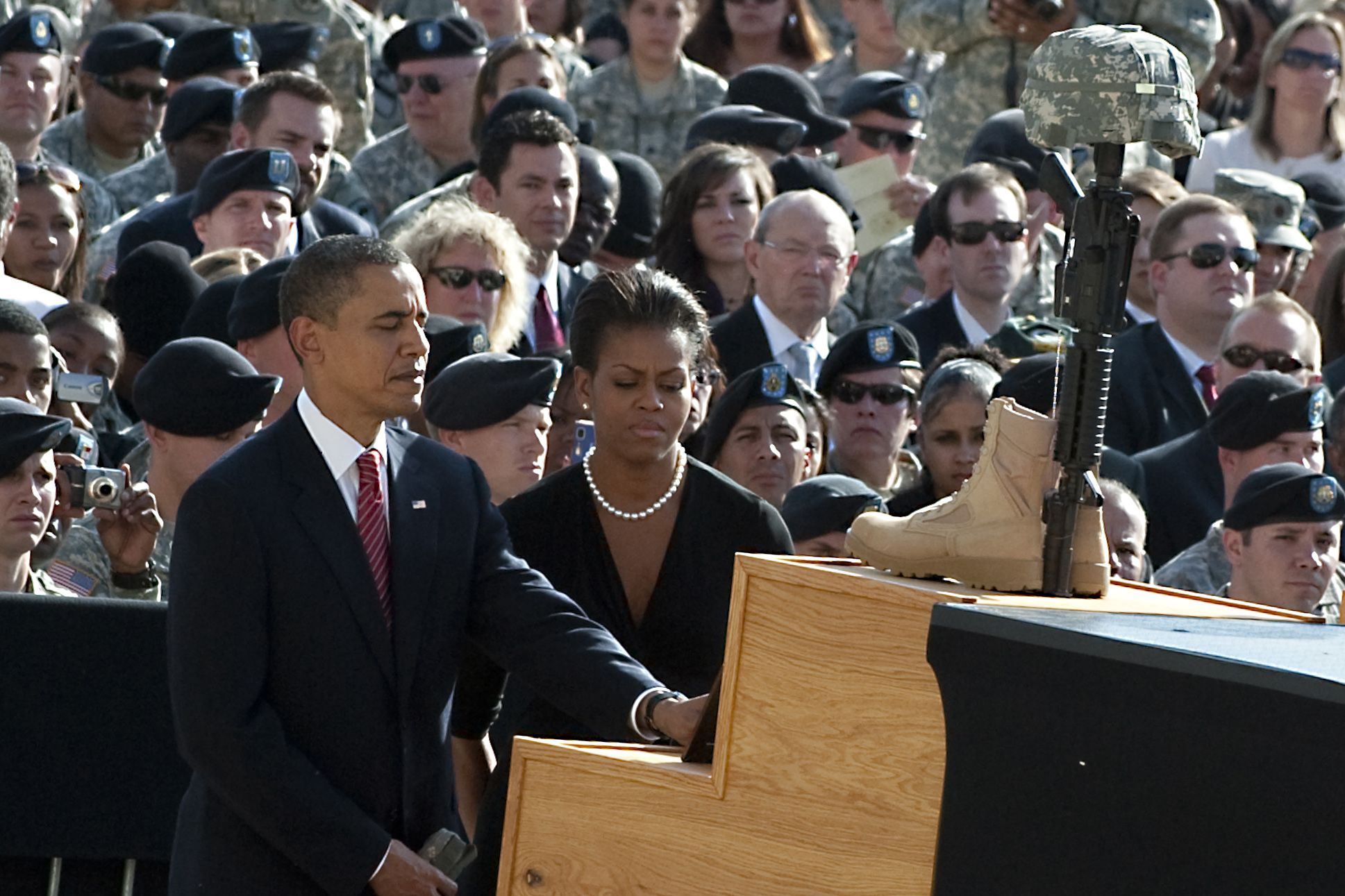
在槍擊案罹難者悼念儀式上的美國總統巴拉克·歐巴馬

美國總統歐巴馬於部落國家會議上，在其為美國564個受聯邦認可的美洲原住民部落，發表安排預定好的演說中，對此攻擊事件作了初步回應。媒體對此則批評歐巴馬「過於冷淡」，因其在所預備好的講稿中，對槍擊案只演講了三分鐘，而且也沒有表現出應有的莊重。 之後，總統為罹難者發表追念悼詞。大部分對此悼詞的反應都是正面的，同時還有人將其視作歐巴馬最佳的演說之一。 然而，一名《華爾街日報》的記者卻批評該演說缺乏情感，而一名《國家評論》雜誌的專欄作家則批評歐巴馬拒絕承認伊斯蘭恐怖主義在槍擊案中所扮演的角色。

### 胡德堡官員
位在胡德堡的陸軍第3軍中將軍長羅伯特·孔恩，於槍擊案當天說，初步證據並無顯示此事件是恐怖行動，但也不排除此可能性。 曾與哈桑一同工作過、已退役的陸軍上校泰瑞·李（Terry Lee）說，哈桑曾表示過希望歐巴馬將美軍從伊拉克和阿富汗撤出，同時他還曾與支持這兩地戰爭的軍中同事們爭辯過。

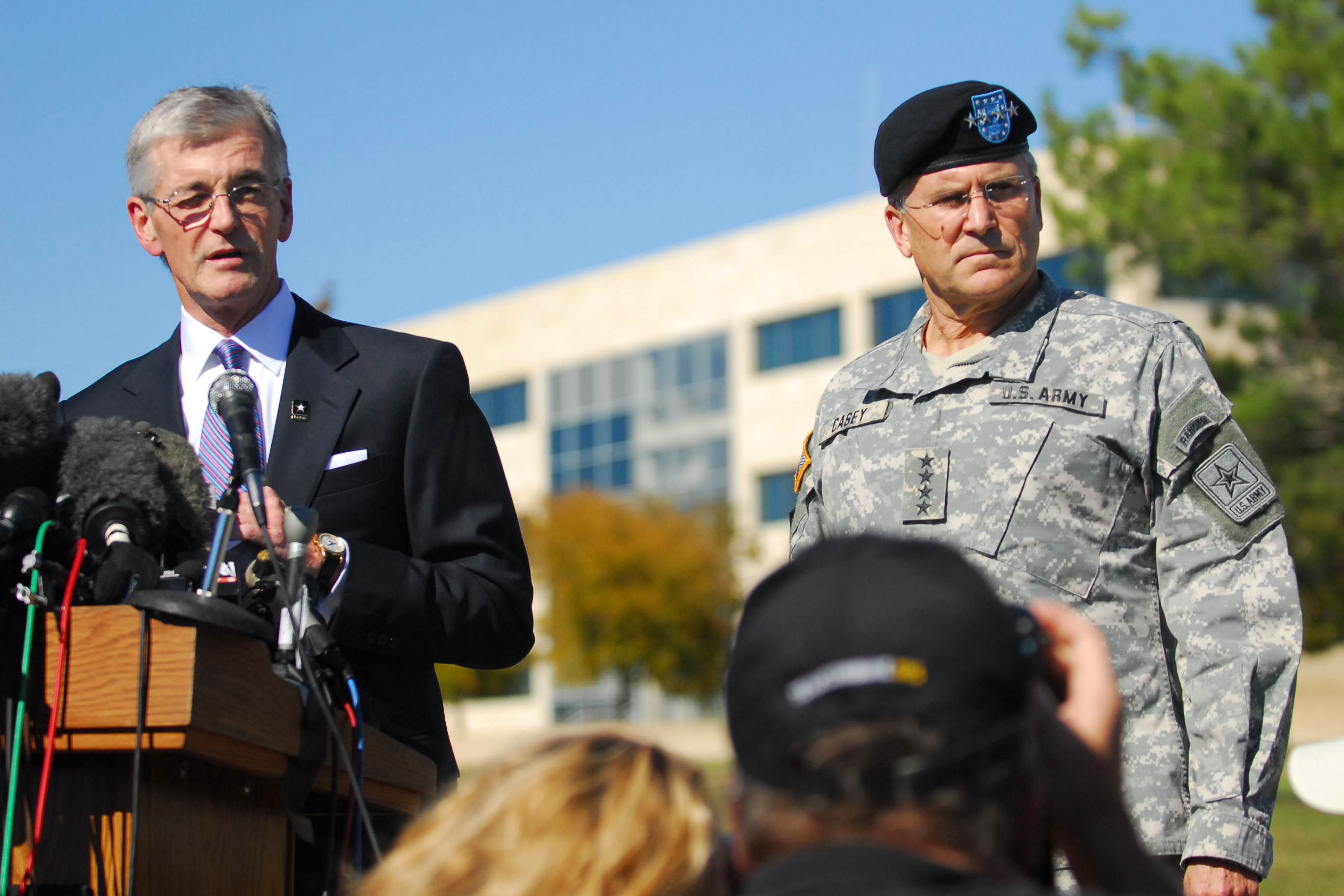
陸軍部長約翰·麥克休與陸軍參謀長喬治·凱西將軍在胡德堡的記者招待會上討論槍擊案

### 美國政府
國防部發言人稱這起槍擊案是一個「單一個別且悲劇性的案例」。 國防部長羅伯特·蓋茨許諾，國防部會「盡一切力量來協助胡德堡社區度過這些艱難的時刻。」美國參議院軍事委員會主席卡爾·列文，及眾多政界人士都向罹難者及其家屬表示哀悼。
國土安全部長珍妮特·納波利塔諾則聲明：「我們反對，且不相信，反穆斯林的情緒會因此而起……這是單一個人的問題，明顯地，並不代表穆斯林的信仰。」美國陸軍參謀長喬治·凱西將軍說：「我擔心，逐漸增多的種種猜測，會使我們的一些穆斯林士兵受到強烈反對……我們的多元化，不僅在軍中，也在我們國家裡，都是一個強項。就如這場悲劇的可怕般，若是我們的多元化變成了傷亡事故，我想那就更糟了。」
2010年1月，一位不願具名的歐巴馬政府的高級官員，將此槍擊事件稱為「恐怖主義行動」，然而其他的政府官員卻未將其看作為一起恐怖攻擊事件。

### 退伍軍人團體

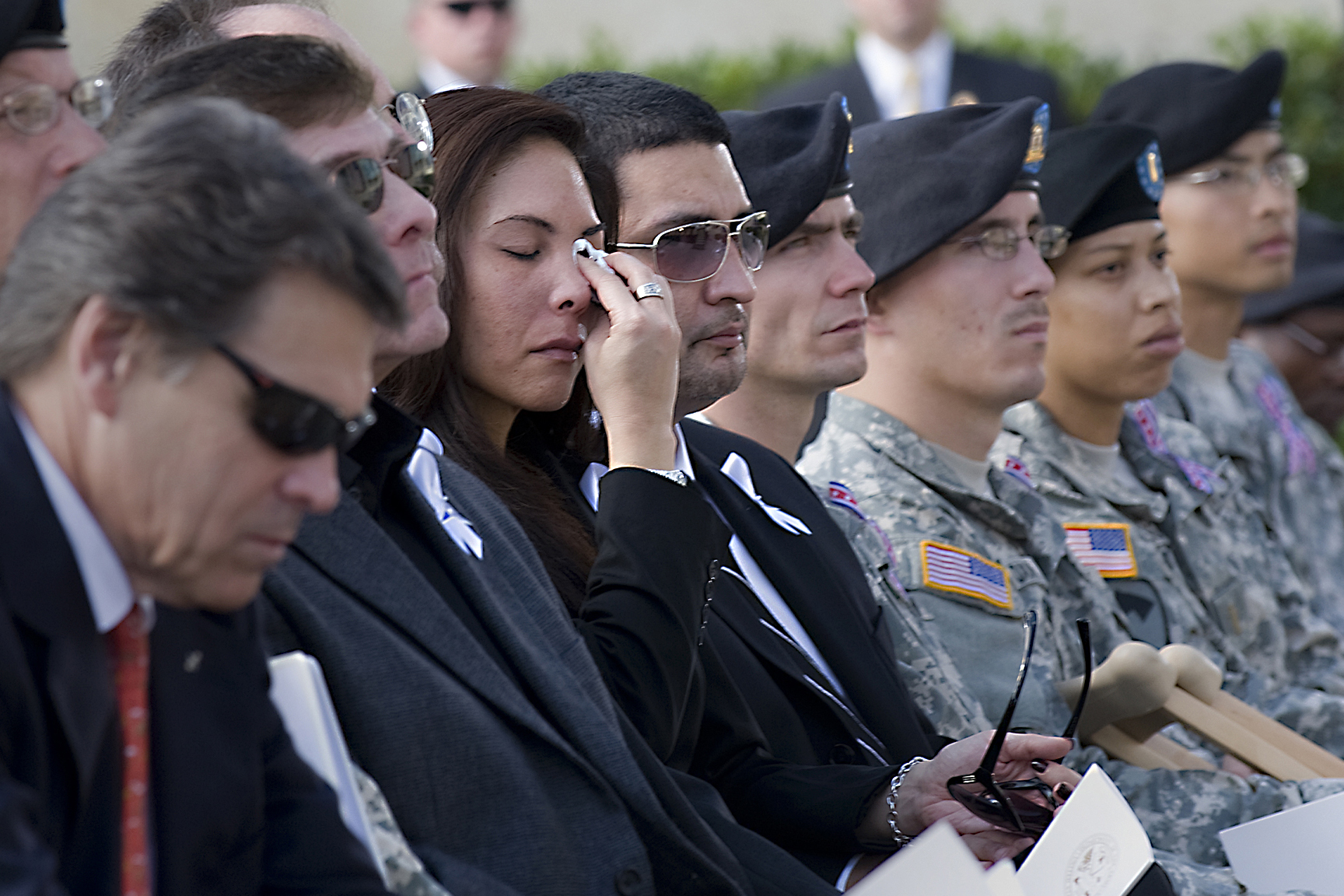
家屬及部隊參加悼念儀式，紀念大屠殺中的罹難者

全美的退伍軍人團體都對攻擊事件的罹難者表示哀悼。美國退伍軍人協會總會長克萊倫斯·希爾（Clarence E. Hill）發表聲明說：「美國退伍軍人協會向胡德堡槍擊案的罹難者以及那些受影響的家庭表示哀悼。」美國海外作戰退伍軍人協會總會長湯瑪斯·崔德威爾（Thomas J. Tradewell Sr.）發表聲明說：「整個軍中大家庭此刻都在悲傷哀悼。我只想讓他們知道，他們並非獨自傷悲。我們的心及禱告與他們同在。」

### 基地的軍中政策
陸軍禁止軍人在胡德堡以及其他基地內攜帶個人槍械，是想要藉此減少軍人間偶然引發的暴力行為。軍事武器只用於訓練或只由基地的維安人員使用，而個人武器則都由憲兵司令保管上鎖。 一名在預備中心工作的軍人、專業軍士傑瑞·理察（Jerry Richard）覺得，這個政策使軍人更易於受到暴力襲擊的傷害。他說：「在海外，你有萬全的準備；但在這兒，你甚至不能保護自己。」 反對槍枝管制的雅各·撒冷（Jacob Sullum）則諷刺地將胡德堡基地描述為「無槍區」。

### 哈桑的家人
哈桑家人的發言人說，他們表兄弟的行為是「可鄙且可悲的」，而且他的行為並不能反映出他們是如何在美國長大的。

### 美國穆斯林團體
美國─伊斯蘭關係協會（CAIR）譴責這起槍擊事件，並聲言這與伊斯蘭教義並不相符。該發言人要求美國人將此槍擊案視作為一件「精神紊亂的個人所引發的個別單一事件」。他指出，內心煩亂的人可以利用任何宗教來達到他們自己的目的，但穆斯林社會群體絕對譴責這種暴力。
一位持不同意見、曾鼓舞過賓拉登的沙烏地阿拉伯教士賽勒曼·奧戴 也譴責這起槍擊事件，並說此事件會產生不良後果：

「……毫無疑問，這名男子可能有精神上的問題；他或許是位精神科醫師，但他也可能早就有精神上的困擾，因為他正要被派往伊拉克或阿富汗，而且不管後果為何，他都有本事可以拒絕工作。」

東北邊境特區基金會的資深分析師將奧戴的評論與奧拉基的做對照，描述奧戴的評論為「充分地指出了安瓦爾·奧拉基偏離了正軌有多遠。」

### 安瓦爾·奧拉基
在攻擊事件後不久，安瓦爾·奧拉基為此槍擊事件在其網站上貼文讚揚哈桑。他寫道：「尼達爾·哈桑是位英雄。今日伊斯蘭教徒的義務是與美軍作戰，這是無可爭論的事實。尼達爾已經消滅了要被派往伊拉克和阿富汗來殺穆斯林的美軍。」 2010年3月，奧拉基宣稱，歐巴馬政府試著要把哈桑的行為，描繪成一位與人疏遠的個人的暴力行為，並且正試圖封鎖給美國民眾的消息。他說：

「直到這個時刻，該政府還在拒絕發佈尼達爾與我之間往來的電子郵件。而在我們弟兄奧馬爾·法魯克（Umar Farouk）發動攻擊行動後，該政府的初步評論看起來還是一樣——又一次試圖掩蓋真相。但蓋達組織發佈了聲明，宣稱為該次攻擊行動負責，藉此來阻斷歐巴馬再次欺騙全世界。」

（注：美方的調查發現，沒有證據顯示哈桑與蓋達組織有聯繫。請見以下章節。）
2010年4月6日，《紐約時報》報導，總統歐巴馬已經授權，對正在藏匿且被葉門政府搜捕的奧拉基進行目標追殺。 2011年9月30日，兩架掠奪者無人攻擊機對奧拉基的坐車發射飛彈，將其與沙米爾汗擊斃。

## 調查與起訴

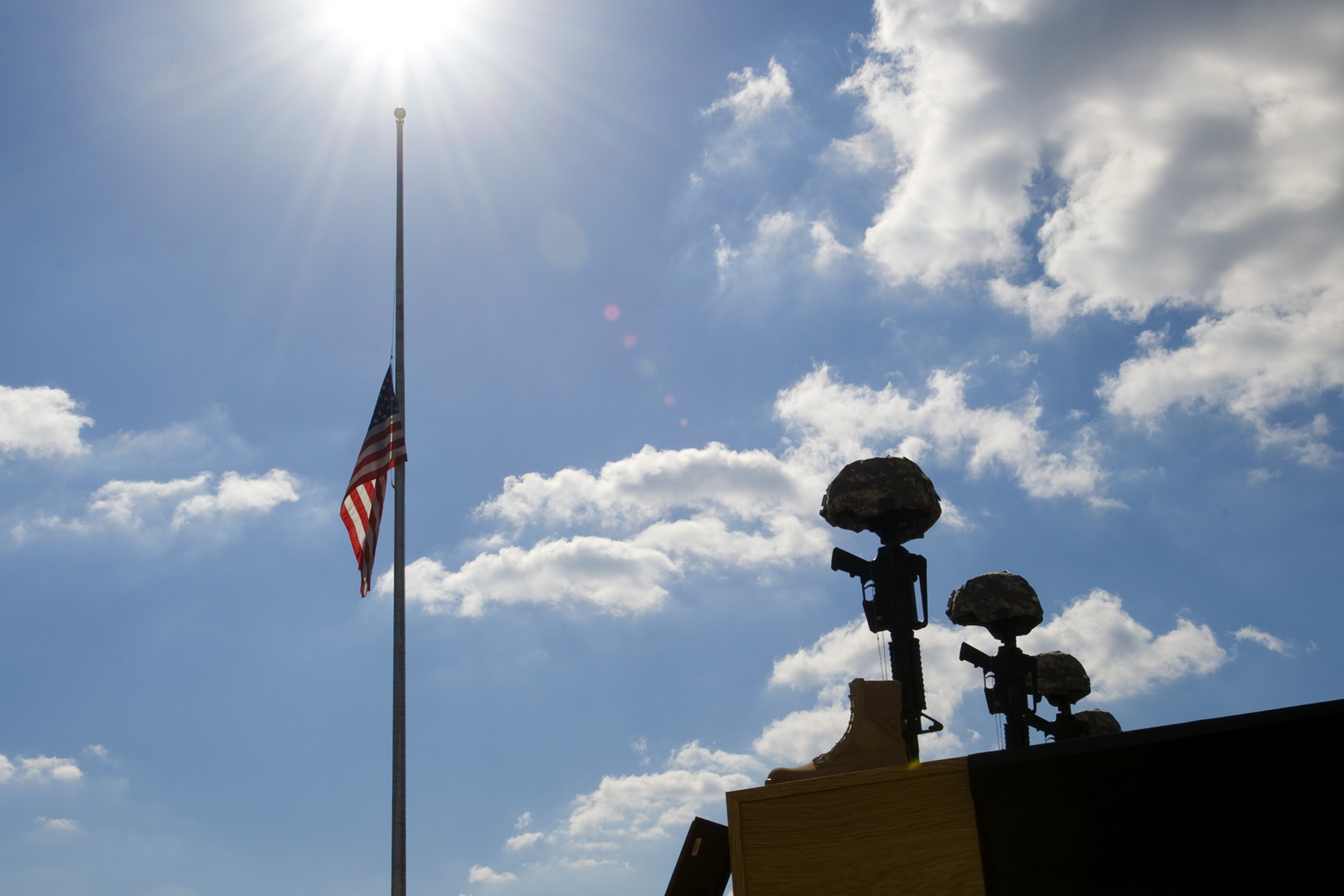
舉行紀念儀式期間，胡德堡的美國國旗降半旗以紀念大規模槍擊案的罹難者

聯邦調查局、美國陸軍刑事調查司令部、以及德州騎警司共同聯合執行對此事故的刑事調查。 由於哈桑是一名軍事人員，所以受制於《統一軍法典》（軍事法）的裁判權。起初，是由一名來自德州貝爾頓市的刑事辯護律師，且是退役的陸軍上校約翰·加利根（John P. Galligan）來代表哈桑。 11月9日，哈桑已經恢復知覺，但拒絕與調查人員談話。 負責哈桑《統一軍法典》第32條款聽證會的調查官員是上校詹姆斯·波爾。他曾帶領調查美軍虐待伊拉克戰俘事件，同時也是關塔那摩軍事委員會的首席審裁官。
2009年11月9日，聯邦調查局說，調查人員相信哈桑在事件中係單獨行動。他們透露，曾經審查過2008年哈桑與一名被一位官員認定為安瓦爾·奧拉基之人的談話內容，但他們並沒有發現有任何證據顯示，哈桑在槍擊案中有獲得直接的協助或是外部命令。 根據一份11月11日所發布的新聞稿，調查人員在初步檢查哈桑的電腦及其上網活動後，發現沒有情報顯示他有任何共謀，或是屬於廣義恐怖份子陰謀的一部份，也沒有發現其與外部的引導員或知名的恐怖份子有電郵往來。
調查人員正評估一項報告，指出2001年5月，哈桑因其母親的葬禮而出席在維吉尼亞州的一所清真寺。然而，兩名911劫機犯當年的春夏兩季也曾來到該清真寺。當時的伊瑪目是美國教士安瓦爾·奧拉基，那時被認為是名溫和派。自911事件發生後，奧拉基已被控協助911陰謀策劃，並自2006、2007年以後，已被認定為激進份子。調查人員正試圖判定是否奧拉基的教導影響了哈桑。
陸軍官員則表示：「就目前來看，我們相信他是單獨行動，並且沒有助手。」雖然尚未提出槍擊事件的動機為何，但他們相信哈桑曾在網路上貼文支持自殺炸彈攻擊。參議員李伯曼認為，哈桑正處在個人的壓力下，可能因此而轉向伊斯蘭極端主義。
因堅持進行對哈桑的指控，國防部和司法部同意哈桑會在軍事法庭被起訴。這與調查人員所作「他是單獨行動」的結論相一致。11月21日，在哈桑的病房所進行的一次聆訊中，一名地方法官裁決，有相當理由確信哈桑犯下了11月5日的槍擊案，並下令在結束對其的醫院看護後，則進行審判前監禁。分別在11月12日和12月2日，陸軍指控哈桑犯下13項蓄意謀殺和32項謀殺未遂。哈桑可能在軍事法庭上還會面臨額外的指控。
檢察官所提起的訴訟並沒有將法蘭雀絲卡·維列茲（Francheska Velez）的胎兒死亡算在內。若按照《未出生暴力受害人法案》以及《統一軍法典》第119a條款，檢察官是可以提出這樣的控告。若民用檢察官以參與恐怖份子的陰謀策劃而將其起訴，按照美國反恐法規，就有正當理由將其案件全部或部分移入聯邦刑事法院審理。美國軍事司法體系很少實行死刑，並自1961年以來就沒有執行過，也沒有任何大規模謀殺事件被軍方起訴。（自1916至1961年，美國陸軍共處決了135人。）

### 審判
2011年1月底，通常由醫師及心理學家所組成的陸軍精神健全委員會判定哈桑神智清楚，可以受審。 這就表示允許對其進行死刑案的審判程序。在審訊期間，辯方可以提出更多關於哈桑於槍擊事件時精神狀態的資訊。
2011年7月20日，哈桑被正式提訊。 他本人並沒有提出抗辯，於是法官准允其律師的請求於之後某一日期再提出抗辯。法官最初將哈桑少校的軍法審判日期定為2012年3月5日。 之後，哈桑換了律師，為了使他們有時間準備為其辯護，軍法審判的日期便往後延期。
先前已吩咐過哈桑遵守軍規並且剃去其所留鬍子的法官貴格里·格羅斯（Gregory Gross）上校，於2012年7月發現其蔑視命令而將其處以罰金。哈桑的軍事審判則定於2012年8月20日開庭。 哈桑因保留鬍子而再次被罰，並遭警告在進行軍法審判前可以強迫其刮鬍子。
8月15日，哈桑按預定時間，針對在軍法審判開始之前所對他的指控提出抗辯。由於控方極力尋求將此案判成死刑，哈桑於是未被獲准對蓄意謀殺的指控承認有罪。 因哈桑反對在違背其意願下剃去鬍子，其律師便向美國三軍上訴法院提出上訴。哈桑說蓄鬍是其宗教信仰的一部分。
8月27日，上訴法院宣布，審判可以繼續，但並未裁決是否可以強迫哈桑刮鬍子。上訴法院已經駁回了哈桑之前的請求以「宗教通融」為由免受軍規以保留鬍子。 9月6日，在法院裁定1993年的《宗教自由恢復法案》不適用於本案後，格羅斯便下令要哈桑剃去鬍子。儘管如此，直到哈桑的上訴用盡之前，都不能予以強制執行，也因此進一步地拖延了審判。
2012年9月6日，在庭訊期間，哈桑兩次試圖認罪。然而，陸軍軍規禁止法官在死刑案中接受認罪。 9月21日，哈桑的辯護律師就哈桑的鬍子向陸軍刑事上訴法院提出兩件上訴，審判因而延期。 基林市民則對延期受審感到相當沮喪。
10月中旬，陸軍刑事上訴法院維持格羅斯上校的判決，可以強迫哈桑刮鬍子。 哈桑的律師則向三軍上訴法院提出上訴，以企圖推翻下級法院的裁決並將格羅斯撤換。
2012年12月4日（週二），三軍上訴法院取消了哈桑少校蔑視法庭的六項定罪，並將法官格羅斯上校從本案撤去，同時聲明格羅斯沒有表現出必要的公正性。該上訴法院也推翻了強迫哈桑刮鬍子的命令，但沒有對哈桑的宗教權利是否受到侵犯作出裁決。 此外，該上訴法院也裁示，確保哈桑符合儀容標準是軍事指揮官的職責，而非軍事法庭法官。陸軍軍法局長於是任命了一名新法官來取代格羅斯。聖瑪麗大學恐怖主義法中心主任傑佛瑞·艾迪卡特（Jeffrey Addicott）稱此為「不尋常」的裁決，而軍事法庭辯護律師法蘭克·斯賓納（Frank Spinner）則稱其為「罕見」。
陸軍上校塔拉·奧斯本（Tara A. Osborn）在格羅斯被撤換的當天被任命為本案的新任法官。 2011年，奧斯本曾主審中士約瑟夫·伯日柯維奇（Joseph Bozicevich）的死刑案，該中士因殺害其班長及另一名士兵而被判無期徒刑且無假釋的可能，但得以免去死刑。 2013年1月，當哈桑被判將面臨死刑時，由於辯護律師聲稱陸軍中將坎貝爾有失公允，奧斯本正考慮是否因此免去死刑。 1月31日，奧斯本裁定，基於1996年最高法院關於德懷特·拉文的案例，死刑謀殺罪的審理程序是符合憲法的。她同時也裁決，對於哈桑的鬍子，她的法庭沒有審判權，也沒有職權命令或阻止哈桑的指揮鏈去剃他的鬍子。 截至2013年2月28日，軍法審判定於2013年5月29日開始，陪審員選任程序則定於2013年7月1日開始。
2013年6月3日，軍事法庭法官批准哈桑可以在即將要來的謀殺罪審訊中為自己辯護。他的律師團仍將繼續留在本案中，但也只有當哈桑要求協助時才可。陪審員選任程序於6月5日開始，開放辯論則於8月6日舉行。 2013年6月14日，奧斯本裁定，哈桑不能聲稱自己是在護衛塔利班以作為自己的部分辯護。 此外，軍審則改定於8月6日開始。 在一次福斯新聞的獨家專訪中，哈桑聲稱美軍那時正與伊斯蘭交戰，藉此為自己在胡德堡槍擊事件中的行為辯護。 這次訪談是自哈桑被捕以來，首次與美國媒體進行談話。在過去，哈桑只經由電話與半島電視台交談。
8月6日，軍法審判首日，自我辯護的哈桑承認，他就是2009年胡德堡槍擊案中的持槍歹徒，並陳述證據清楚顯示他就是槍手。他還告訴陪審團他已「轉為敵方」，並將自己視為一名對美國進行聖戰的聖戰士。 8月7日，哈桑與其辯護律師團間的分歧致使奧斯本法官不得不暫緩訴訟進程。哈桑的辯護律師擔心，哈桑自己的辯護策略會使自己遭判死刑。由於檢方求處死刑，其辯護律師團已經試圖阻止。

### 定罪
2013年8月23日，在陪審團仔細考慮了7個小時後，哈桑在所有指控中被判有罪。

### 宣判
2013年8月28日，美國軍事法庭就此槍擊案判處哈桑死刑。就在判決宣布之時，哈桑成了軍中僅有的6名死刑犯之一。

### 內部調查
聯邦調查局指出，早在2008年12月，哈桑就受到聯合反恐任務小組（JTTF）的注意。哈桑與奧拉基間的往來通信，以及其他相似的通訊，都經過審查，且被認為與他在沃爾特·里德醫療中心所作的專業研究相符。聯調局表示：「由於通信的內容都可由其所作的研究來解釋，且無發現其他貶損之事，聯合反恐任務小組於是推斷，哈桑少校沒有涉及任何恐怖行動或恐怖策劃。」
2009年12月，聯邦調查局長羅伯特·米勒任命前局長威廉·韋伯斯特設立一個委員會，以對聯調局在評估哈桑所造成之風險的處理上進行獨立審查。
2010年1月15日，國防部發布其調查結果，發現國防部自身對於防範內部的威脅毫無準備。部長羅伯特·蓋茨說，以往的事件並未使軍中的職場暴力及「自我激化」獲得足夠的關注。他也指出，在槍擊案發生前，沒能對哈桑加以注意，有些軍官應對此負有責任。 國防部的這份報告並未提及哈桑的動機。
一名陸軍後備役中校且是愛沙尼亞波羅的海國防學院的詹姆斯·克朗姆，稱國防部的這份報告為「曲解不實」，因該份報告竟沒提到哈桑對伊斯蘭教有多虔誠及其如何變得激進。 德州眾議員約翰·卡特也批評該報告並說，他覺得政府是「害怕被指控將某人描繪成罪犯」。911委員會的成員同時也是雷根時代的海軍部長約翰·萊曼說，他認為該份報告是「讓你看見政治正確的價值觀已經變得有多麼根深蒂固。」《舊金山紀事報》的專欄作家黛布拉·桑德在一則評論中寫道：「……若該份報告的目的是要將所獲得的教訓精心編製，以防止未來的攻擊發生，那他們怎麼能略去激進的伊斯蘭教而不提呢?」
帶頭進行調查的前陸軍部長多哥·韋斯特以及退役的海軍上將弗農·克拉克（Vernon Clark）對此回應說，他們「關注的是行動及影響，不見得是動機」，而且他們不想與目前正在對哈桑所進行的刑事調查相衝突。
2010年2月，《波士頓環球報》獲得了一份機密的內部報告，當中詳述了陸軍調查的結果。根據該報報導，該份內部報告推斷，自2005年起，陸軍內部的官員便已察覺哈桑有激進的伊斯蘭傾向。當中還提到2007年的一個事件，當時哈桑在課堂上作簡報，標題為「反恐戰爭就是對伊斯蘭教的戰爭嗎？一名伊斯蘭教徒的觀點」。根據該報報導，據聞課堂講師打斷了哈桑，因為他認為這名精神科醫師正試著為恐怖主義辯護。哈桑的上級長官對這起事件並沒有採取相關的任何行動，反而相信哈桑的評論受到美國憲法第一修正案的保護，並且相信有一位穆斯林的精神科醫師能促進軍中的多元化。該份報告指出，哈桑的言論或能作為將他免去職務的理由，因憲法第一修正案並不像對平民般也適用於軍人。
2012年7月，韋伯斯特的委員會提交了最終報告。 韋伯斯特向聯邦調查局提出了18項建議。 這份報告發現在許多方面存在問題，包括資訊共享、未能跟進線索、電腦技術問題、以及聯調局總部未能協調兩間外地辦事處處理有關哈桑的線索。
2013年8月，《瓊斯媽媽》雜誌描述了多封哈桑寄給奧拉基但遭到攔截的電郵。在一封2008年的郵件中，哈桑問奧拉基，他是否把那些死於攻擊軍中同袍的人視為「烈士」。在一封2009年的郵件中，哈桑問奧拉基，「隨意地殺害平民」是否是可以的。這兩封郵件都被轉寄到國防刑事調查局（DCIS）。然而，DCIS卻未能將此兩封郵件彼此聯繫在一起，而且只對2008年的郵件作粗略調查。一名DCIS的探員之後解釋說因郵件主旨屬於「政治敏感」。

## 訴訟
2011年11月，受害者及其家屬提起訴訟，宣稱政府未能在攻擊前對哈桑採取行動，是因受到「政治正確」的左右而存心忽視。這83名原告於是向陸軍索賠7.5億美元。
及至2012年，國防部將這起案件歸類為一件職場暴力事件。國防部發言人說：

「國防部致力於維護對少校尼達爾·哈桑所進行之軍審程序的完整性，也因此在此刻，不會對2009年11月5日在胡德堡所發生的事件作進一步的描述。哈桑少校已被指控犯有13項蓄意謀殺以及32項謀殺未遂。如同所有軍法未決之事項，被告在被證明有罪之前是無罪的。」

由160名受害者及其家屬所組成的團體已要求政府宣稱胡德堡的攻擊事件為恐怖行動。如此，受害者在事件中受傷可被視作為如同在戰區受傷而獲得更多福利。美國眾議員約翰·卡特及麥可·麥克考爾從他們對現行的調查所作的解釋中，得出結論並寫道：「基於所有的事實，儘管所有的證據都在在清楚表明，胡德堡槍擊案是一件恐怖行動，國防部及陸軍卻仍持續將此攻擊列為『職場暴力』，這對我們來說實在難以想像。」
2012年11月5日，包含受害者及其家屬的148名原告，以過失致死為由向美國政府、哈桑、以及安瓦爾·奧拉基的財產提起訴訟。該訴訟聲稱有以下等情事發生：違反正當法律程序的行為、故意歪曲事實、人身侵犯及毆打、嚴重過失、以及民事共謀。
2013年2月12日，《ABC新聞》對此訴訟做特別報導，當中金伯利·莫萊陳述歐巴馬並沒有遵守承諾照顧到槍擊案的受害者。

## 外部連結
- Fort Hood（页面存档备份，存于） 美國陸軍胡德堡的官方網站
- Fort Hood Sentinel（页面存档备份，存于） 胡德堡報刊網站
- Fort Hood Shootings（页面存档备份，存于） 《CNN》對胡德堡槍擊案的新聞報導
- Hood Army Base (Texas)（页面存档备份，存于） and Malik Hasan（页面存档备份，存于） 《紐約時報》對胡德堡槍擊案的新聞報導
- Shootings at Fort Hood（页面存档备份，存于）《華盛頓郵報》對胡德堡槍擊案的新聞報導
- Presentation on Islam by Nidal Malik Hasan（页面存档备份，存于） 《華盛頓郵報》對哈桑的介紹